# Joan Bordons i Vives
Joan Bordons i Vives   (Sants, 18 de novembre de 1944) és un antic pilot de motociclisme català. S'inicià en el món de l'automobilisme com a mecànic professional i després passà al motociclisme de velocitat. El 1967, com a pilot oficial de Derbi, quedà quart en el Gran Premi d'Espanya de 1967 en la categoria de 50cc. Guanyà el XVI Gran Premi Internacional de Madrid de 250cc el 1970 i les 24 Hores de Montjuïc de 1972, aquesta darrera formant equip amb Benjamí Grau als comandaments d'una Bultaco 360 cc. El 1977 protagonitzà bones actuacions al campionat europeu de resistència dins l'equip francès National Motor, amb una Kawasaki. Fou també mecànic de  Víctor Palomo i de Jon Ekerold, als quals acompanyà durant algunes temporades al Mundial de motociclisme. Bordons es retirà de les competicions el 1983.